# Anna Karenina (film, 1914)
Az Anna Karenina (eredeti cím: Анна Каренина, magyaros átírással Anna Karenina) 1914-ben bemutatott orosz fekete-fehér némafilm, amely Lev Tolsztoj azonos című regénye alapján készült.
Gargyin filmváltozata az első ismertebb, orosz rendező által készített adaptáció, amelynek egy része már elveszett. Előtte is készült egy filmváltozat 1911-ben, szintén Oroszországban, de annak francia rendezője volt.

## Szereplők
- Marija Germanova – Anna Karenina
- Vlagyimir Saternikov – Karenin
- Mihail Tamarov – Vronszkij
- Zoja Barancevics – Kitty
- V. Obolenszkij – Levin
- Vlagyimir Kvanin – Sztyiva Oblonszkij
- Moreva – Dolly